# Olga Podtjufarova
Olga Podtjufarova, född 5 augusti 1992, är en rysk skidskytt som ingick i det ryska lag som tog brons i mixstafett vid VM 2017. I januari 2016 vann hon sin karriärs första individuella världscupseger, det skedde vid sprinttävlingen i Antholz, Italien.
Podtjufarova deltog vid olympiska vinterspelen 2014 där hon slutade 49:a i distanstävlingen.